# Quinto Vicentino
Quinto Vicentino es un municipio italiano de 5.383 habitantes de la provincia de Vicenza (región del Véneto. Su lugar de interés más conocido es la Villa Thiene, una de las villas palladianas declaradas Patrimonio de la Humanidad por la Unesco.
La denominación del municipio hasta el año 1867 era Quinto.

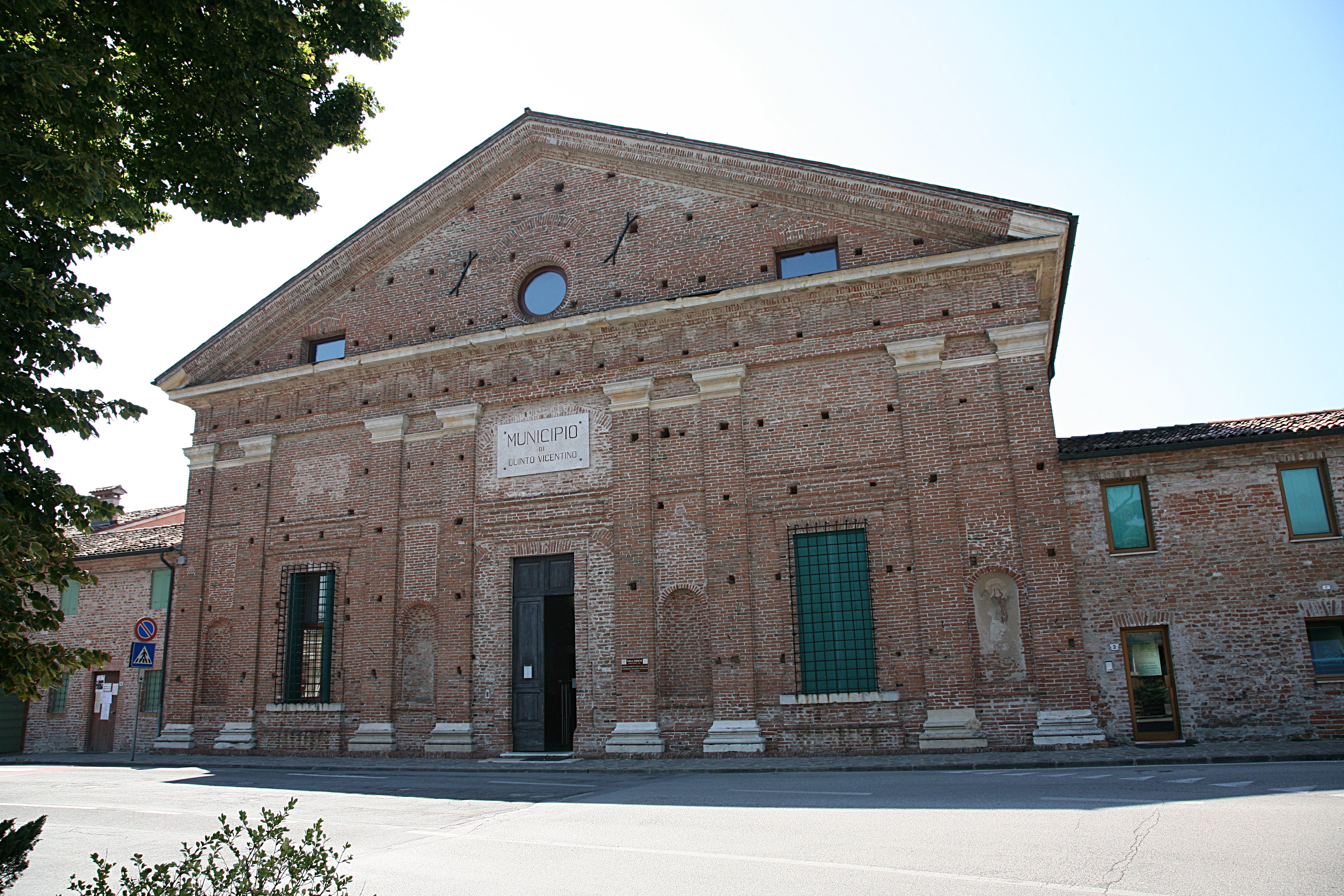
Villa Thiene en Quinto Vicentino.

## Demografía
| Gráfica de evolución demográfica de Quinto Vicentino entre 1861 y 2001 |
|                                                                        |
| Fuente ISTAT - elaboración gráfica de Wikipedia                        |